# Eurovision Song Contest 2008
Der 53. Eurovision Song Contest fand am 20., 22. und 24. Mai 2008 unter dem Motto „Confluence of Sound“ (Engl.; „Zusammenfluss des Klangs“) in der Belgrad-Arena mit Begleitveranstaltungen im Sava Center in Belgrad statt. Sieger wurde der russische Beitrag Believe von Dima Bilan.
Für Deutschland erreichten die No Angels mit Disappear im Finale den 23. Platz vor den punktgleichen Schlusslichtern Polen und dem Vereinigten Königreich. Der schweizerische Beitrag Era stupendo von Paolo Meneguzzi qualifizierte sich nicht für das Finale, während Österreich im Vorfeld der Veranstaltung seine Teilnahme zurückgezogen hatte.

## Besonderheiten

### Fernsehübertragung
Das Finale wurde von den Fernsehanstalten aller 43 Teilnehmerländer live ab 21:00 Uhr MESZ aus Belgrad übertragen. Außerdem wurden die beiden Halbfinale live ab 21:00 Uhr MESZ von RTS übertragen und teilweise in den Teilnehmerländern ausgestrahlt.
Der Norddeutsche Rundfunk (NDR) übertrug das erste Halbfinale live und das zweite Halbfinale als Aufzeichnung zeitversetzt. Das Finale wurde im Ersten (ARD) übertragen.
In der Schweiz übertrugen SF zwei und HD suisse das zweite Halbfinale und das Finale.
In Österreich übertrug ORF 1, trotz der zurückgezogenen Teilnahme, das Finale live.

### Wissenswertes
- Das Gewinnerlied von Dima Bilan für Russland wurde von Erfolgsproduzent Timbaland produziert.
- Das Pressezentrum im Belgrader Sava Centar war viermal größer als das im Vorjahr in Helsinki. Letzteres galt bereits als größtes der Geschichte.
- Logo und Bühnendesign wurden in einem Wettbewerb ermittelt. Für das Logo gingen 455, für das Bühnendesign 70 Vorschläge ein. Der Entwurf „Confluence“ von David Cushing gewann den Wettbewerb für das Bühnendesign. Er symbolisiert den Zusammenfluss von Donau und Save, den größten Flüssen des Landes. Als Logo wurde ursprünglich eine Kombination aus verschiedenen Symbolen gewählt. Es löste eine Welle von Entsetzen und eine Unterschriftenaktion gegen das Logo aus. Abwertend wurde es „šljiva“ (Pflaume) genannt. Es wurde schließlich durch ein von Boris Miljković entworfenes Logo ersetzt. Dieses trägt den Namen „Confluence of Sound“ und ist an die Thematik des Bühnendesigns angepasst.
- Das Televoting im ersten Halbfinale wurde vom serbischen Tennisspieler Novak Đoković, das im zweiten Halbfinale von Lys Assia, der Gewinnerin des ersten Eurovision Song Contest 1956, und das Televoting im Finale vom serbischen Basketballspieler Vlade Divac eröffnet.
- Der kroatische Teilnehmer „75 Cents“ (Ladislav Demeterffy) war mit 75 Jahren der bis dahin älteste Teilnehmer in der Geschichte des Eurovision Song Contests.[2] Er wählte seinen Künstlernamen in Anlehnung an sein Alter und den US-amerikanischen Rapper 50 Cent. Dieser Rekord wurde jedoch 2013 durch den 95-jährigen Emil Ramsauer aus der Schweizer Gruppe Takasa verbessert.
- Sieger Dima Bilan gewann eine Winners-Tour, wie bereits im Vorjahr die serbische Siegerin Marija Šerifović. Die Tournee umfasst europaweit neun Stationen: Belgien (1. Juni), Deutschland (31. Mai), Finnland (28. Mai), Frankreich (2. Juni), Irland (30. Mai), Norwegen (29. Mai), San Marino (3. Juni), Schweden (29. Mai) und das Vereinigte Königreich (31. Mai).
- Regie führte, wie schon in den Jahren 2003, 2004 und 2005, der Schwede Sven Stojanović.
- Viele Mitwirkende wurden in einer eigenen Castingshow, der Evropsko lice (serbisch für „Europäisches Gesicht“), ausgewählt.
- Erstmals wurde im Rahmen der Veranstaltung das Konzert Stars and Legend of Eurovision durchgeführt.
- Russland siegte während seiner 14-jährigen Teilnahme an der Veranstaltung zum ersten Mal. Im Jahre 2009 war das russische Fernsehen beim 54. Eurovision Song Contest in Moskau daher zum ersten Mal für die Ausrichtung zuständig.
- Željko Joksimović war der erste Moderator, der gleichzeitig auch Komponist eines Wettbewerbstitels war. Dies wurde wegen des möglichen Interessenkonfliktes teilweise kritisiert.
- Nachdem in den Jahren zuvor stets ein wechselnder Preis an den Komponisten und Interpreten des Siegertitels verliehen wurde, ist 2008 nun ein offizieller, stets gleichbleibender Preis eingeführt worden. Der Designer der Trophäe ist der Schwede Kjell Engman. Die Trophäe stellt ein stilisiertes Mikrophon aus Kristall dar.
- Seit diesem Jahr werden auch Punktegleichstände auf allen Plätzen abseits des ersten Platzes im Finale und des zehnten Qualifikationsplatzes im Halbfinale durch eine Regelung aufgelöst.

## Teilnehmer

### Länder

Länder, die im Jahr 2008
nicht teilnahmen, aber mal teilgenommen hatten
teilnahmen
im Halbfinale ausschieden

Am Eurovision Song Contest 2008 nahmen 43 Nationen teil, was einen neuen Teilnehmerrekord darstellte. Erstmals dabei waren Aserbaidschan und San Marino. Damit hat sich die Zahl der EBU-Mitglieder, die noch nie teilgenommen haben, weiter verringert – es verbleiben nur noch Liechtenstein, der Vatikan, der den Wettbewerb nicht überträgt, Kasachstan und einige Mitglieder aus Nordafrika und dem Nahen Osten.
Direkt für das Finale qualifizierten sich nach der Neuregelung vom Oktober 2007 lediglich der Gewinner des Vorjahres als Gastgeber
- Serbien

und die Großen Vier als finanzstärkste Mitgliedsländer der Europäischen Rundfunkunion (EBU)
- Deutschland,
- Frankreich,
- Vereinigtes Königreich und
- Spanien.

Hinzu kamen nach der Neuregelung die ersten neun Länder aus dem Televoting der beiden Halbfinale. Außerdem kam aus jedem Halbfinale jeweils noch ein von einer Fachjury bestimmter Beitrag weiter.
Die Aufteilung der Länder auf die beiden Halbfinale erfolgte durch die EBU per Auslosung am 28. Januar 2008. Alle teilnehmenden Länder wurden dabei in sechs verschiedene Töpfe eingeteilt. Aus jedem Topf wurden jeweils drei Länder in beide Halbfinale gelost. Die Aufteilung auf die sechs Töpfe erfolgte nach geografischen Kriterien sowie den Erfahrungen der Punktevergaben zwischen den Ländern in den letzten Jahren. So sollte das von einigen Seiten als ungerecht empfundene Abstimmungsverhalten unter anderem der sogenannten Ost-, Balkan- oder Skandinavienblöcke eingeschränkt werden, was vor allem Österreich beanstandet hatte.
In jedem Halbfinale durften nur jeweils die 19 teilnehmenden Länder abstimmen. Außerdem erhielten nach Losentscheid die fünf vorqualifizierten Länder, die Großen Vier und Gastgeber Serbien, jeweils in einem Halbfinale das Abstimmungsrecht – Deutschland und Spanien im ersten, Frankreich, das Vereinigte Königreich und Serbien im zweiten Halbfinale.

### Wiederkehrende Interpreten
| Land       | Interpret                                            | Vorherige(s) Teilnahmejahr(e)                                            |
| ---------- | ---------------------------------------------------- | ------------------------------------------------------------------------ |
| Andorra    | Gisela                                               | Begleitung: 2002 für Spanien                                             |
| Island     | Regína Ósk (als Mitglied von Eurobandið)             | Begleitung: 2001, 2003 und 2005                                          |
| Island     | Grétar Örvarsson (Begleitung)                        | 1992 (als Mitglied von Heart 2 Heart) • 1990 (als Mitglied von Stjórnin) |
| Lettland   | Roberto Meloni (als Mitglied von Pirates of the Sea) | 2007 (als Mitglied von Bonaparti.lv)                                     |
| Mazedonien | Tamara (zusammen mit Vrčak & Adrian)                 | Begleitung: 2004                                                         |
| Russland   | Dima Bilan                                           | 2006                                                                     |
| Schweden   | Charlotte Perrelli                                   | 1999 (als Charlotte Nilsson)                                             |
| Ungarn     | Gergő Rácz (Begleitung)                              | 1997 (als Mitglied von V.I.P.)                                           |
| Ungarn     | Viktor Rakonczai (Begleitung)                        | 1997 (als Mitglied von V.I.P.)                                           |

## Halbfinale

### Auslosung

Teilnehmer des 1. Halbfinales
Stimmberechtigte Länder im 1. Halbfinale
Teilnehmer des 2. Halbfinales
Stimmberechtigte Länder im 2. Halbfinale

| Topf 1                                                                                | Topf 2                                                         | Topf 3                                                               | Topf 4                                                        | Topf 5                                                                 | Topf 6                                                                       |
| ------------------------------------------------------------------------------------- | -------------------------------------------------------------- | -------------------------------------------------------------------- | ------------------------------------------------------------- | ---------------------------------------------------------------------- | ---------------------------------------------------------------------------- |
| - Albanien - Bosnien und Herzegowina - Kroatien - Mazedonien - Montenegro - Slowenien | - Dänemark - Estland - Finnland - Island - Norwegen - Schweden | - Belgien - Bulgarien - Griechenland - Niederlande - Türkei - Zypern | - Andorra - Irland - Lettland - Litauen - Portugal - Rumänien | - Armenien - Belarus - Georgien - Israel - Moldau - Russland - Ukraine | - Aserbaidschan - Malta - Polen - San Marino - Schweiz - Tschechien - Ungarn |

### Erstes Halbfinale
Das erste Halbfinale fand am 20. Mai 2008 um 21:00 Uhr (MESZ) statt. Die zehn bestplatzierten Länder qualifizierten sich für das Finale.
Im ersten Halbfinale waren  Deutschland und  Spanien neben den dort teilnehmenden Ländern stimmberechtigt.
| Platz | Startnr. | Land                    | Interpret                         | Lied Musik (M) und Text (T) | Sprache                             | Übersetzung (Inoffiziell) | Punkte |
| ----- | -------- | ----------------------- | --------------------------------- | --- | ----------------------------------- | ------------------------- | ------ |
| 01.   | 19       | Griechenland            | Kalomira Καλομίρα                 | Secret Combination M: Konstantinos Pantzis; T: Poseidon Yannopoulos                                                               | Englisch                            | Geheime Kombination       | 156    |
| 02.   | 14       | Armenien                | Siruscho Սիրուշո                  | Qele, qele Քելե քելե M: H.A. Der-Hovagimian; T: Siruscho                                                                          | Englisch, Armenisch                 | Los, los                  | 139    |
| 03.   | 18       | Russland                | Dima Bilan Дима Билан             | Believe M/T: Dima Bilan, Jim Beanz                                                                                                | Englisch                            | Glaube                    | 135    |
| 04.   | 09       | Norwegen                | Maria                             | Hold On Be Strong M/T: Mira Craig                                                                                                 | Englisch                            | Halte durch und sei stark | 106    |
| 05.   | 02       | Israel                  | Boaz בועז                         | The Fire In Your Eyes (Ke'ilu Kan) The Fire In Your Eyes (כאילו כאן) M: Dana International; T: Dana International, Shai Kerem     | Hebräisch, Englisch                 | Das Feuer in deinen Augen | 104    |
| 06.   | 07       | Aserbaidschan           | Elnur & Samir                     | Day After Day M: Govher Hasanzadeh; T: Zahra Badalbeyli                                                                           | Englisch                            | Tag für Tag               | 096    |
| 07.   | 17       | Rumänien                | Nico & Vlad                       | Pe-o margine de lume M: Andrei Tudor; T: Andreea Andrei, Adina Şuteu                                                              | Rumänisch, Italienisch              | Am Rand der Welt          | 094    |
| 08.   | 16       | Finnland                | Teräsbetoni                       | Missä miehet ratsastaa M/T: J.Ahola                                                                                               | Finnisch                            | Wo die Männer reiten      | 079    |
| 09.   | 13       | Bosnien und Herzegowina | Laka                              | Pokušaj M/T: Elvir Laković Laka                                                                                                   | Bosnisch                            | Versuch                   | 072    |
| 10. a | 10       | Polen                   | Isis Gee                          | For Life M/T: Isis Gee | Englisch                            | Für das Leben             | 042    |
| 11.   | 08       | Slowenien               | Rebeka Dremelj                    | Vrag naj vzame M: Josip Miani-Pipi; T: Amon                                                                                       | Slowenisch                          | Zur Hölle damit           | 036    |
| 12.   | 04       | Moldau                  | Geta Burlacu                      | A Century of Love M: Oleg Baraliuc; T: Viorica Demici                                                                             | Englisch                            | Ein Jahrhundert der Liebe | 036    |
| 13.   | 15       | Niederlande             | Hind                              | Your Heart Belongs to Me M: Hind Laroussi Tahiri, Tjeerd van Zanen, Bas van den Heuvel; T: Hind Laroussi Tahiri, Tjeerd van Zanen | Englisch                            | Dein Herz gehört zu mir   | 027    |
| 14.   | 01       | Montenegro              | Stefan Filipović Стефан Филиповић | Zauvijek volim te M: Grigor Koprov; T: Ognen Nedelkovski                                                                          | Montenegrinisch                     | Ich liebe dich für immer  | 023    |
| 15.   | 11       | Irland                  | Dustin the Turkey                 | Irelande douze points M/T: Darren Smith, Simon Fine, Dustin the Turkey                                                            | Englisch                            | Irland zwölf Punkte       | 022    |
| 16.   | 12       | Andorra                 | Gisela                            | Casanova M/T: Jordi Cubino | Englisch, Katalanisch               | –                         | 022    |
| 17.   | 06       | Belgien                 | Ishtar                            | O Julissi M/T: Michel Vangheluwe                                                                                                  | Konstruierte Sprache („Ishtarisch“) | –                         | 016    |
| 18.   | 03       | Estland                 | Kreisiraadio                      | Leto svet M/T: Priit Pajusaar, Glen Pilvre, Peeter Oja, Hannes Võrno, Tarmo Leinatamm                                             | Serbisch, Deutsch, Finnisch         | Sonnenlicht               | 008    |
| 19.   | 05       | San Marino              | Miodio                            | Complice M: Francesko Sancisi; T: Nicola Della Valle                                                                              | Italienisch                         | Komplize                  | 005    |

### Punktetafel erstes Halbfinale
| Abstimmungsergebnisse | Abstimmungsergebnisse   | Abstimmungsergebnisse | Abstimmungsergebnisse | Abstimmungsergebnisse | Abstimmungsergebnisse | Abstimmungsergebnisse | Abstimmungsergebnisse | Abstimmungsergebnisse | Abstimmungsergebnisse | Abstimmungsergebnisse | Abstimmungsergebnisse | Abstimmungsergebnisse | Abstimmungsergebnisse | Abstimmungsergebnisse | Abstimmungsergebnisse | Abstimmungsergebnisse | Abstimmungsergebnisse | Abstimmungsergebnisse | Abstimmungsergebnisse | Abstimmungsergebnisse | Abstimmungsergebnisse | Abstimmungsergebnisse | Abstimmungsergebnisse | Abstimmungsergebnisse | Abstimmungsergebnisse |
| Startnr.              | Land                    | Platz                 | Punkte                | AD                    | AM                    | AZ                    | BA                    | BE                    | DE                    | EE                    | ES                    | FI                    | GR                    | IE                    | IL                    | MD                    | ME                    | NL                    | NO                    | PL                    | RO                    | RU                    | SI                    | SM                    | Votings               |
| --------------------- | ----------------------- | --------------------- | --------------------- | --------------------- | --------------------- | --------------------- | --------------------- | --------------------- | --------------------- | --------------------- | --------------------- | --------------------- | --------------------- | --------------------- | --------------------- | --------------------- | --------------------- | --------------------- | --------------------- | --------------------- | --------------------- | --------------------- | --------------------- | --------------------- | --------------------- |
| 01                    | Montenegro              | 14.                   | 023                   | –                     | –                     | –                     | 12                    | –                     | –                     | –                     | –                     | –                     | –                     | –                     | –                     | –                     |                       | –                     | –                     | –                     | –                     | –                     | 10                    | 1                     | 03                    |
| 02                    | Israel                  | 05.                   | 104                   | 7                     | 7                     | 10                    | 5                     | 7                     | 4                     | –                     | 4                     | 10                    | 5                     | –                     |                       | –                     | 5                     | 6                     | 10                    | 4                     | 6                     | 8                     | 4                     | 2                     | 17                    |
| 03                    | Estland                 | 18.                   | 008                   | –                     | –                     | –                     | –                     | –                     | –                     |                       | –                     | 7                     | –                     | –                     | –                     | 1                     | –                     | –                     | –                     | –                     | –                     | –                     | –                     | –                     | 02                    |
| 04                    | Moldau                  | 11.                   | 036                   | 1                     | 6                     | 5                     | –                     | –                     | –                     | –                     | –                     | –                     | 4                     | –                     | –                     |                       | –                     | –                     | –                     | –                     | 10                    | 5                     | –                     | 5                     | 07                    |
| 05                    | San Marino              | 19.                   | 005                   | 2                     | –                     | –                     | –                     | –                     | –                     | –                     | –                     | –                     | 3                     | –                     | –                     | –                     | –                     | –                     | –                     | –                     | –                     | –                     | –                     |                       | 02                    |
| 06                    | Belgien                 | 17.                   | 016                   | –                     | –                     | –                     | –                     |                       | –                     | 6                     | –                     | –                     | –                     | –                     | –                     | –                     | –                     | 10                    | –                     | –                     | –                     | –                     | –                     | –                     | 02                    |
| 07                    | Aserbaidschan           | 06.                   | 096                   | 8                     | 2                     |                       | 3                     | 5                     | 8                     | 4                     | –                     | 5                     | 7                     | 5                     | 5                     | 10                    | 3                     | 4                     | –                     | 10                    | 7                     | 10                    | –                     | –                     | 16                    |
| 08                    | Slowenien               | 11.                   | 036                   | –                     | 4                     | 1                     | 10                    | –                     | –                     | –                     | –                     | –                     | 2                     | –                     | 2                     | 2                     | 10                    | –                     | –                     | 2                     | 1                     | 2                     |                       | –                     | 10                    |
| 09                    | Norwegen                | 04.                   | 106                   | 10                    | 8                     | 7                     | 4                     | 1                     | 1                     | 8                     | 2                     | 12                    | –                     | 8                     | 6                     | 3                     | 4                     | 5                     |                       | 7                     | 4                     | 7                     | 2                     | 7                     | 19                    |
| 10                    | Polen                   | 10.                   | 042                   | –                     | 1                     | 3                     | –                     | –                     | 5                     | –                     | 3                     | –                     | 1                     | 12                    | –                     | –                     | –                     | –                     | 2                     |                       | 2                     | 3                     | –                     | 10                    | 10                    |
| 11                    | Irland                  | 15.                   | 022                   | –                     | –                     | –                     | 2                     | 4                     | –                     | 7                     | 1                     | 2                     | –                     |                       | 3                     | –                     | 1                     | 1                     | 1                     | –                     | –                     | –                     | –                     | –                     | 09                    |
| 12                    | Andorra                 | 15.                   | 022                   |                       | –                     | –                     | –                     | –                     | –                     | 3                     | 12                    | –                     | –                     | 1                     | 4                     | –                     | –                     | –                     | –                     | 1                     | –                     | –                     | 1                     | –                     | 06                    |
| 13                    | Bosnien und Herzegowina | 09.                   | 072                   | –                     | –                     | 4                     |                       | –                     | 7                     | 1                     | –                     | 8                     | –                     | 3                     | –                     | 6                     | 12                    | 7                     | 12                    | –                     | –                     | –                     | 12                    | –                     | 10                    |
| 14                    | Armenien                | 02.                   | 139                   | 3                     |                       | –                     | 6                     | 12                    | 10                    | 2                     | 10                    | 4                     | 12                    | 2                     | 10                    | 5                     | 6                     | 12                    | 3                     | 12                    | 5                     | 12                    | 5                     | 8                     | 19                    |
| 15                    | Niederlande             | 13.                   | 027                   | –                     | 3                     | 2                     | –                     | 8                     | –                     | –                     | –                     | –                     | –                     | –                     | 1                     | –                     | –                     |                       | 7                     | –                     | 3                     | –                     | –                     | 3                     | 07                    |
| 16                    | Finnland                | 08.                   | 079                   | 12                    | –                     | –                     | 1                     | 2                     | 2                     | 12                    | 6                     |                       | 6                     | 6                     | –                     | 8                     | 2                     | –                     | 6                     | 5                     | –                     | 4                     | 3                     | 4                     | 15                    |
| 17                    | Rumänien                | 07.                   | 094                   | 6                     | 5                     | 6                     | –                     | 6                     | 3                     | –                     | 8                     | 1                     | 8                     | 7                     | 8                     | 12                    | –                     | 3                     | 5                     | 3                     |                       | 1                     | 6                     | 6                     | 17                    |
| 18                    | Russland                | 03.                   | 135                   | 4                     | 12                    | 8                     | 7                     | 3                     | 6                     | 10                    | 5                     | 6                     | 10                    | 4                     | 12                    | 7                     | 8                     | 2                     | 8                     | 8                     | 8                     |                       | 7                     | –                     | 19                    |
| 19                    | Griechenland            | 01.                   | 156                   | 5                     | 10                    | 12                    | 8                     | 10                    | 12                    | 5                     | 7                     | 3                     |                       | 10                    | 7                     | 4                     | 7                     | 8                     | 4                     | 6                     | 12                    | 6                     | 8                     | 12                    | 20                    |

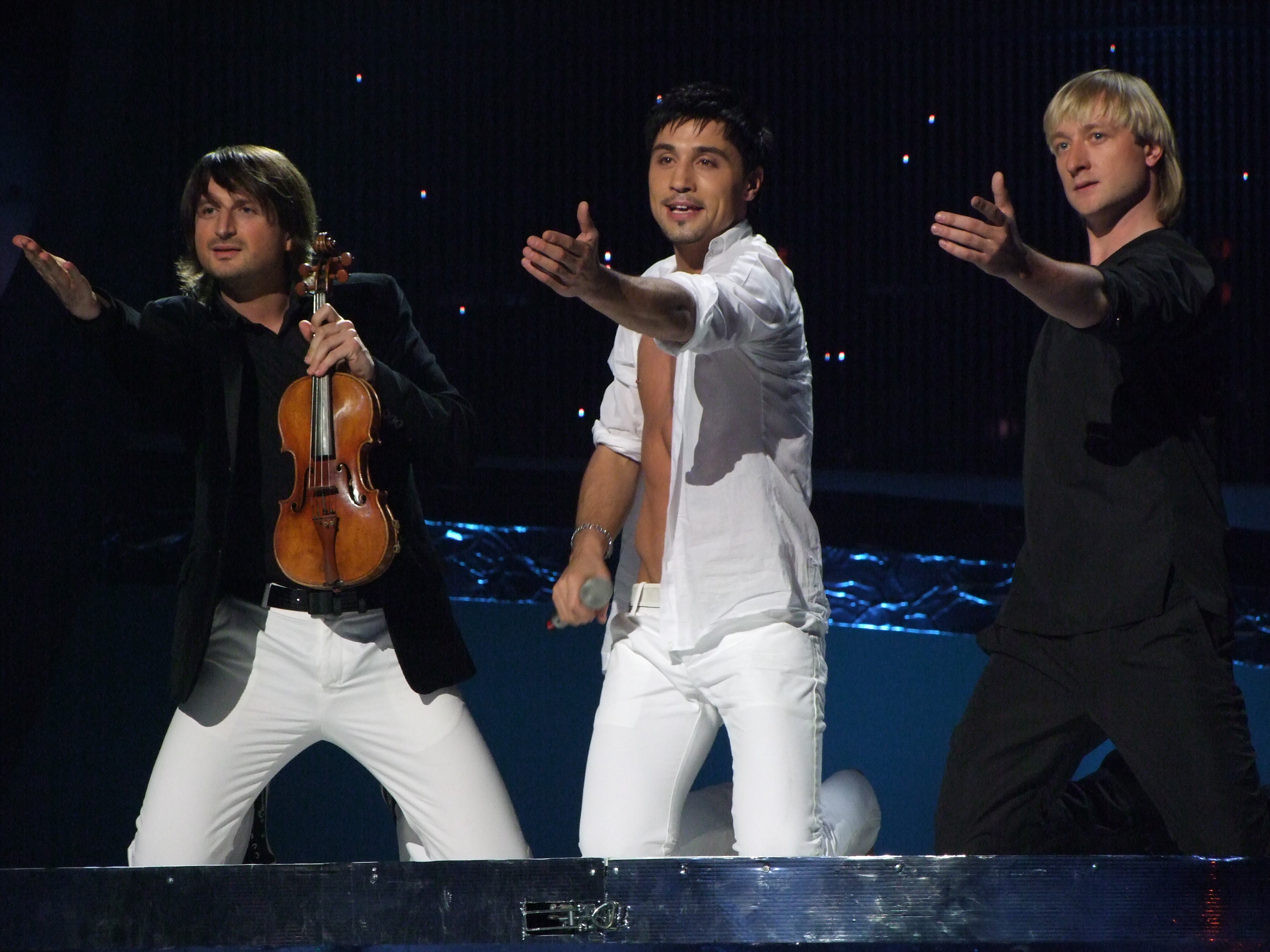
Interpret des Siegertitels, Dima Bilan, während des Auftritts im Halbfinale

- Die wenigsten Gesamt-Votings:  Belgien,  Estland,  San Marino – 2
- Die wenigsten Gesamt-Punkte:  San Marino – 5
- Die meisten Gesamt-Votings:  Griechenland – 20
- Die meisten Gesamt-Punkte:  Griechenland – 156

### Statistik der Zwölf-Punkte-Vergabe (Erstes Halbfinale)
| Anzahl | Land                    | erhalten von                                        |
| ------ | ----------------------- | --------------------------------------------------- |
| 5      | Armenien                | Belgien, Griechenland, Niederlande, Polen, Russland |
| 4      | Griechenland            | Aserbaidschan, Deutschland, Rumänien, San Marino    |
| 3      | Bosnien und Herzegowina | Montenegro, Norwegen, Slowenien                     |
| 2      | Finnland                | Andorra, Estland                                    |
| 2      | Russland                | Armenien, Israel                                    |
| 1      | Andorra                 | Spanien                                             |
| 1      | Montenegro              | Bosnien und Herzegowina                             |
| 1      | Norwegen                | Finnland                                            |
| 1      | Polen                   | Irland                                              |
| 1      | Rumänien                | Moldau                                              |

### Zweites Halbfinale
Das zweite Halbfinale fand am 22. Mai 2008 um 21:00 Uhr (MESZ) statt. Die zehn bestplatzierten Länder qualifizierten sich für das Finale.
Im zweiten Halbfinale waren  Frankreich,  Serbien, das  Vereinigte Königreich und die Teilnehmerländer des zweiten Halbfinals waren in diesem Halbfinale stimmberechtigt.
| Platz | Startnr. | Land       | Interpret                                      | Lied Musik (M) und Text (T)                                                             | Sprache             | Übersetzung (Inoffiziell)             | Punkte |
| ----- | -------- | ---------- | ---------------------------------------------- | --------------------------------------------------------------------------------------- | ------------------- | ------------------------------------- | ------ |
| 01.   | 04       | Ukraine    | Ani Lorak Ані Лорак                            | Shady Lady M: Filipp Kirkorow; T: Karen A. Kavaleryan                                   | Englisch            | Dubiose Dame                          | 152    |
| 02.   | 19       | Portugal   | Vânia Fernandes                                | Senhora do mar (Negras águas) M: Andrej Babić; T: Carlos Coelho                         | Portugiesisch       | Herrin des Meeres (Schwarze Gewässer) | 120    |
| 03.   | 13       | Dänemark   | Simon Mathew                                   | All Night Long M/T: Svend Gudiksen, Jacob Launbjerg, Nis Bøgvad                         | Englisch            | Die ganze Nacht lang                  | 112    |
| 04.   | 11       | Kroatien   | Kraljevi Ulice & 75 Cents                      | Romanca M/T: Miran „Hadži“ Veljković                                                    | Kroatisch           | Romanze                               | 112    |
| 05.   | 14       | Georgien   | Diana Gurzkaja დიანა ღურწკაია                  | Peace Will Come M: Kim Breitburg; T: Karen Kavaleryan                                   | Englisch            | Frieden wird kommen                   | 107    |
| 06.   | 10       | Lettland   | Pirates of the Sea                             | Wolves of the Sea M/T: Jonas Liberg, Johan Sahlen, Claes Andreasson, Torbjorn Wassenius | Englisch            | Seewölfe                              | 086    |
| 07.   | 03       | Türkei     | Mor ve Ötesi                                   | Deli M/T: Mor ve Ötesi                                                                  | Türkisch            | Verrückt                              | 085    |
| 08.   | 01       | Island     | Euroband                                       | This Is My Life M: Örlygur Smári; T: Paul Oscar & Peter Fenner                          | Englisch            | Das ist mein Leben                    | 068    |
| 09.   | 06       | Albanien   | Olta Boka                                      | Zemrën e lamë peng M: Adrian Hila; T: Pandi Laço                                        | Albanisch           | Wir verspielten das Herz              | 067    |
| 10.   | 18       | Mazedonien | Tamara, Vrčak & Adrian Тамара, Врчак & Адријан | Let Me Love You M/T: Rade Vrchakovski-Vrčak                                             | Englisch            | Lass mich dich lieben                 | 064    |
| 11.   | 12       | Bulgarien  | Deepzone & Balthazar Deep Zone и Балтазар      | DJ, Take Me Away M/T: Dian Sawow                                                        | Englisch            | DJ, nimm mich weg                     | 056    |
| 12. a | 02       | Schweden   | Charlotte Perrelli                             | Hero M: Fredrik Kempe, Bobby Ljunggren; T: Fredrik Kempe                                | Englisch            | Held                                  | 054    |
| 13.   | 07       | Schweiz    | Paolo Meneguzzi                                | Era stupendo M: Pablo Meneguzzo; T: Pablo Meneguzzo, Vincenzo Incenzo                   | Italienisch         | Es war wunderbar                      | 047    |
| 14.   | 16       | Malta      | Morena                                         | Vodka M: Philip Vella; T: Gerard James Borg                                             | Englisch            | Wodka                                 | 038    |
| 15.   | 17       | Zypern     | Kadi Evdokia Ευδοκία Καδή                      | Femme fatale M: Nicos Evangelou; T: Vangelis Evangelou                                  | Griechisch          | Schicksalsschwere Frau                | 036    |
| 16.   | 05       | Litauen    | Jeronimas Milius                               | Nomads in the Night M: Vytautas Diškevičius; T: Jeronimas Milius                        | Englisch            | Nomaden in der Nacht                  | 030    |
| 17.   | 09       | Belarus    | Ruslan Aljachno Руслан Аляхно                  | Hasta la vista M: Taras Demchuk; T: Eleonora Melnik                                     | Englisch            | Auf Wiedersehen                       | 027    |
| 18.   | 08       | Tschechien | Tereza Kerndlová                               | Have Some Fun M: Gordon Pogoda, Stano Šimor; T: Gordon Pogoda                           | Englisch            | Hab etwas Spaß                        | 009    |
| 19.   | 15       | Ungarn     | Csézy                                          | Candlelight M: Viktor Rakonczai; T: Imre Mózsik, Jánosi                                 | Englisch, Ungarisch | Kerzenschein                          | 006    |

### Punktetafel zweites Halbfinale
| Abstimmungsergebnisse | Abstimmungsergebnisse | Abstimmungsergebnisse | Abstimmungsergebnisse | Abstimmungsergebnisse | Abstimmungsergebnisse | Abstimmungsergebnisse | Abstimmungsergebnisse | Abstimmungsergebnisse | Abstimmungsergebnisse | Abstimmungsergebnisse | Abstimmungsergebnisse | Abstimmungsergebnisse | Abstimmungsergebnisse | Abstimmungsergebnisse | Abstimmungsergebnisse | Abstimmungsergebnisse | Abstimmungsergebnisse | Abstimmungsergebnisse | Abstimmungsergebnisse | Abstimmungsergebnisse | Abstimmungsergebnisse | Abstimmungsergebnisse | Abstimmungsergebnisse | Abstimmungsergebnisse | Abstimmungsergebnisse | Abstimmungsergebnisse |
| Startnr.              | Land                  | Platz                 | Punkte                | AL                    | BG                    | BY                    | CH                    | CY                    | CZ                    | DK                    | FR                    | UK                    | GE                    | HR                    | HU                    | IS                    | LT                    | LV                    | MK                    | MT                    | PT                    | RS                    | SE                    | TR                    | UA                    | Votings               |
| --------------------- | --------------------- | --------------------- | --------------------- | --------------------- | --------------------- | --------------------- | --------------------- | --------------------- | --------------------- | --------------------- | --------------------- | --------------------- | --------------------- | --------------------- | --------------------- | --------------------- | --------------------- | --------------------- | --------------------- | --------------------- | --------------------- | --------------------- | --------------------- | --------------------- | --------------------- | --------------------- |
| 01                    | Island                | 08.                   | 068                   | 5                     | –                     | 1                     | 4                     | 1                     | –                     | 10                    | 8                     | 4                     | –                     | –                     | 7                     |                       | 2                     | 2                     | –                     | 5                     | 5                     | –                     | 10                    | 3                     | 1                     | 15                    |
| 02                    | Schweden              | 12.                   | 054                   | 1                     | –                     | –                     | 3                     | 4                     | –                     | 12                    | 1                     | 6                     | –                     | –                     | 1                     | 8                     | 3                     | –                     | –                     | 7                     | 3                     | 3                     |                       | 2                     | –                     | 13                    |
| 03                    | Türkei                | 07.                   | 085                   | 12                    | 7                     | 3                     | 7                     | –                     | –                     | 8                     | 10                    | 10                    | 5                     | –                     | 4                     | –                     | –                     | –                     | 8                     | –                     | –                     | –                     | 6                     |                       | 5                     | 12                    |
| 04                    | Ukraine               | 01.                   | 152                   | –                     | 12                    | 12                    | 1                     | 10                    | 12                    | 7                     | 3                     | –                     | 12                    | 7                     | 8                     | 6                     | 7                     | 6                     | 6                     | 8                     | 12                    | 8                     | 3                     | 12                    |                       | 19                    |
| 05                    | Litauen               | 16.                   | 030                   | –                     | –                     | –                     | –                     | –                     | –                     | –                     | –                     | 8                     | 10                    | –                     | –                     | –                     |                       | 12                    | –                     | –                     | –                     | –                     | –                     | –                     | –                     | 03                    |
| 06                    | Albanien              | 09.                   | 067                   |                       | –                     | 5                     | 10                    | –                     | 1                     | –                     | 5                     | 3                     | –                     | 10                    | –                     | 1                     | –                     | –                     | 12                    | –                     | 2                     | –                     | 7                     | 8                     | 3                     | 12                    |
| 07                    | Schweiz               | 13.                   | 047                   | 10                    | –                     | –                     |                       | 7                     | –                     | 5                     | 7                     | –                     | –                     | 5                     | –                     | –                     | –                     | –                     | 1                     | 12                    | –                     | –                     | –                     | –                     | –                     | 07                    |
| 08                    | Tschechien            | 18.                   | 009                   | –                     | –                     | –                     | –                     | –                     |                       | –                     | –                     | –                     | –                     | 2                     | –                     | –                     | –                     | –                     | 5                     | 1                     | –                     | –                     | –                     | 1                     | –                     | 04                    |
| 09                    | Belarus               | 17.                   | 027                   | –                     | –                     |                       | –                     | 2                     | –                     | –                     | –                     | –                     | 4                     | –                     | –                     | –                     | 6                     | 5                     | –                     | –                     | –                     | –                     | –                     | –                     | 10                    | 05                    |
| 10                    | Lettland              | 06.                   | 086                   | –                     | 1                     | 6                     | –                     | –                     | 5                     | 6                     | –                     | 5                     | 6                     | 6                     | –                     | 7                     | 12                    |                       | 4                     | 6                     | 10                    | 2                     | 8                     | –                     | 2                     | 15                    |
| 11                    | Kroatien              | 03.                   | 112                   | 3                     | 6                     | 7                     | 6                     | 6                     | 3                     | 3                     | 2                     | –                     | 8                     |                       | 10                    | 4                     | 5                     | 7                     | 10                    | –                     | 6                     | 10                    | 4                     | 5                     | 7                     | 19                    |
| 12                    | Bulgarien             | 11.                   | 056                   | –                     |                       | 2                     | –                     | 8                     | 2                     | –                     | 6                     | –                     | –                     | 1                     | 3                     | 5                     | 1                     | 1                     | 7                     | 2                     | 1                     | 5                     | –                     | 6                     | 6                     | 15                    |
| 13                    | Dänemark              | 03.                   | 112                   | 4                     | 2                     | 4                     | 5                     | 5                     | 10                    |                       | 4                     | 1                     | 3                     | 3                     | 12                    | 12                    | 8                     | 8                     | 3                     | 4                     | 8                     | –                     | 12                    | –                     | 4                     | 19                    |
| 14                    | Georgien              | 04.                   | 107                   | –                     | 4                     | 10                    | –                     | 12                    | 8                     | –                     | –                     | –                     |                       | –                     | 2                     | 2                     | 10                    | 10                    | 2                     | 10                    | 7                     | 7                     | 1                     | 10                    | 12                    | 15                    |
| 15                    | Ungarn                | 19.                   | 006                   | –                     | –                     | –                     | –                     | –                     | –                     | 1                     | –                     | –                     | 1                     | –                     |                       | –                     | –                     | –                     | –                     | –                     | –                     | 4                     | –                     | –                     | –                     | 03                    |
| 16                    | Malta                 | 14.                   | 038                   | 8                     | 3                     | –                     | –                     | –                     | 6                     | 4                     | –                     | 2                     | –                     | 4                     | –                     | 3                     | –                     | 4                     | –                     |                       | 4                     | –                     | –                     | –                     | –                     | 09                    |
| 17                    | Zypern                | 15.                   | 036                   | 2                     | 8                     | –                     | 2                     |                       | –                     | –                     | –                     | 12                    | 2                     | –                     | 5                     | –                     | –                     | –                     | –                     | –                     | –                     | 1                     | –                     | 4                     | –                     | 08                    |
| 18                    | Mazedonien            | 10.                   | 064                   | 7                     | 10                    | –                     | 8                     | –                     | 4                     | 2                     | –                     | –                     | –                     | 12                    | –                     | –                     | –                     | –                     |                       | –                     | –                     | 12                    | 2                     | 7                     | –                     | 09                    |
| 19                    | Portugal              | 02.                   | 120                   | 6                     | 5                     | 8                     | 12                    | 3                     | 7                     | –                     | 12                    | 7                     | 7                     | 8                     | 6                     | 10                    | 4                     | 3                     | –                     | 3                     |                       | 6                     | 5                     | –                     | 8                     | 18                    |

- Die wenigsten Gesamt-Votings:  Litauen,  Ungarn – 3
- Die wenigsten Gesamt-Punkte:  Ungarn – 6
- Die meisten Gesamt-Votings:  Dänemark,  Kroatien,  Ukraine – 19
- Die meisten Gesamt-Punkte:  Ukraine – 152

### Statistik der Zwölf-Punkte-Vergabe (Zweites Halbfinale)
| Anzahl | Land       | erhalten von                                                          |
| ------ | ---------- | --------------------------------------------------------------------- |
| 6      | Ukraine    | Belarus, Bulgarien, Georgien, Portugal, Tschechische Republik, Türkei |
| 3      | Dänemark   | Island, Schweden, Ungarn                                              |
| 2      | Georgien   | Ukraine, Zypern                                                       |
| 2      | Mazedonien | Kroatien, Serbien                                                     |
| 2      | Portugal   | Frankreich, Schweiz                                                   |
| 1      | Albanien   | Mazedonien                                                            |
| 1      | Lettland   | Litauen                                                               |
| 1      | Litauen    | Lettland                                                              |
| 1      | Schweiz    | Malta                                                                 |
| 1      | Schweden   | Dänemark                                                              |
| 1      | Türkei     | Albanien                                                              |
| 1      | Zypern     | Vereinigtes Königreich                                                |

## Finale
Das Finale fand am 24. Mai 2008 statt.
 Kroatien,  Israel,  Dänemark und  Norwegen erreichten erstmals seit 2006 wieder das Finale, da alle vier 2007 im Halbfinale scheiterten.  Albanien schaffte es nach drei,  Polen und  Island nach vier und  Portugal nach fünf Jahren wieder ins Finale. Bei seiner ersten Teilnahme erreichte  Aserbaidschan erstmals das Finale.
Die Großen Vier und das Gastgeberland waren für das Finale automatisch qualifiziert. Die Startnummern wurden jeweils im Anschluss an die beiden Halbfinale auf zwei Pressekonferenzen ausgelost.
| Platz | Startnr. | Land                    | Interpret                                                           | Lied Musik (M) und Text (T)                                                                                                   | Sprache                | Übersetzung (Inoffiziell)             | Punkte | Bild                      |
| ----- | -------- | ----------------------- | ------------------------------------------------------------------- | --- | ---------------------- | ------------------------------------- | ------ | ------------------------- |
| 01.   | 24       | Russland                | Dima Bilan Дима Билан                                               | Believe M/T: Dima Bilan, Jim Beanz                                                                                            | Englisch               | Glaube                                | 272    | Dima Bilan                |
| 02.   | 18       | Ukraine                 | Ani Lorak Ані Лорак                                                 | Shady Lady M: Filipp Kirkorow; T: Karen A. Kavaleryan                                                                         | Englisch               | Dubiose Dame                          | 230    | Ani Lorak                 |
| 03.   | 21       | Griechenland            | Kalomira Καλομίρα                                                   | Secret Combination M: Konstantinos Pantzis; T: Poseidon Yannopoulos                                                           | Englisch               | Geheime Kombination                   | 218    | Kalomoira                 |
| 04.   | 05       | Armenien                | Siruscho Սիրուշո                                                    | Qele, qele Քելե քելե M: H.A. Der-Hovagimian; T: Siruscho                                                                      | Englisch, Armenisch    | Los, los                              | 199    | Sirusho                   |
| 05.   | 25       | Norwegen                | Maria                                                               | Hold On Be Strong M/T: Mira Craig                                                                                             | Englisch               | Halte durch und sei stark             | 182    | Maria Haukaas Storeng     |
| 06.   | 23       | Serbien                 | Jelena Tomašević feat. Bora Dugić Јелена Томашевић feat. Бора Дугић | Oro Оро M: Željko Joksimović; T: Dejan Ivanović                                                                               | Serbisch               | –                                     | 160    | Jelena Tomašević          |
| 07.   | 12       | Türkei                  | Mor ve Ötesi                                                        | Deli M/T: Mor ve Ötesi | Türkisch               | Verrückt                              | 138    | Mor ve Ötesi              |
| 08.   | 20       | Aserbaidschan           | Elnur & Samir                                                       | Day After Day M: Govher Hasanzadeh; T: Zahra Badalbeyli                                                                       | Englisch               | Tag für Tag                           | 132    | Elnur and Samir           |
| 09.   | 07       | Israel                  | Boaz בועז                                                           | The Fire In Your Eyes (Ke'ilu Kan) The Fire In Your Eyes (כאילו כאן) M: Dana International; T: Dana International, Shai Kerem | Hebräisch, Englisch    | Das Feuer in deinen Augen             | 124    | Boaz Mauda                |
| 10.   | 06       | Bosnien und Herzegowina | Laka                                                                | Pokušaj M/T: Elvir Laković Laka                                                                                               | Bosnisch               | Versuch                               | 110    | Elvir Laković Laka        |
| 11.   | 17       | Georgien                | Diana Gurzkaja დიანა ღურწკაია                                       | Peace Will Come M: Kim Breitburg; T: Karen Kavaleryan                                                                         | Englisch               | Frieden wird kommen                   | 083    | Diana Gurzkaja            |
| 12.   | 14       | Lettland                | Pirates of the Sea                                                  | Wolves of the Sea M/T: Jonas Liberg, Johan Sahlen, Claes Andreasson, Torbjorn Wassenius                                       | Englisch               | Seewölfe                              | 083    | Pirates of the Sea        |
| 13.   | 13       | Portugal                | Vânia Fernandes                                                     | Senhora do mar (Negras águas) M: Andrej Babić; T: Carlos Coelho                                                               | Portugiesisch          | Herrin des Meeres (Schwarze Gewässer) | 069    | Vânia Fernandes           |
| 14.   | 11       | Island                  | Euroband                                                            | This Is My Life M: Örlygur Smári; T: Paul Oscar & Peter Fenner                                                                | Englisch               | Das ist mein Leben                    | 064    | Eurobandið                |
| 15.   | 16       | Dänemark                | Simon Mathew                                                        | All Night Long M/T: Svend Gudiksen, Jacob Launbjerg, Nis Bøgvad                                                               | Englisch               | Die ganze Nacht lang                  | 060    | Simon Mathew              |
| 16.   | 22       | Spanien                 | Rodolfo Chikilicuatre                                               | Baila el Chiki Chiki M/T: Rodolfo Chikilicuatre and friends                                                                   | Spanisch, Englisch     | Tanz den Chiki-Chiki                  | 055    | Rodolfo Chikilicuatre     |
| 17.   | 03       | Albanien                | Olta Boka                                                           | Zemrën e lamë peng M: Adrian Hila; T: Pandi Laço                                                                              | Albanisch              | Wir verspielten das Herz              | 055    | Olta Boka                 |
| 18.   | 15       | Schweden                | Charlotte Perrelli                                                  | Hero M: Fredrik Kempe, Bobby Ljunggren; T: Fredrik Kempe                                                                      | Englisch               | Held                                  | 047    | Charlotte Perrelli        |
| 19.   | 19       | Frankreich              | Sébastien Tellier                                                   | Divine M: Sébastien Tellier; T: Sébastien Tellier, Amandine de la Richardière                                                 | Englisch, Französisch  | Göttlich                              | 047    | Sébastien Tellier         |
| 20.   | 01       | Rumänien                | Nico & Vlad                                                         | Pe-o margine de lume M: Andrei Tudor; T: Andreea Andrei, Adina Şuteu                                                          | Rumänisch, Italienisch | Am Rand der Welt                      | 045    | Nico & Vlad Miriță        |
| 21.   | 09       | Kroatien                | Kraljevi Ulice & 75 Cents                                           | Romanca M/T: Miran „Hadži“ Veljković                                                                                          | Kroatisch              | Romanze                               | 044    | Kraljevi Ulice & 75 Cents |
| 22.   | 08       | Finnland                | Teräsbetoni                                                         | Missä miehet ratsastaa M/T: J.Ahola                                                                                           | Finnisch               | Wo die Männer reiten                  | 035    | Teräsbetoni               |
| 23.   | 04       | Deutschland             | No Angels                                                           | Disappear M/T: Remee, Hanne Sørvaag, Thomas Troelsen                                                                          | Englisch               | Verschwinden                          | 014    | No Angels                 |
| 24.   | 10       | Polen                   | Isis Gee                                                            | For Life M/T: Isis Gee | Englisch               | Für das Leben                         | 014    | Isis Gee                  |
| 25.   | 02       | Vereinigtes Königreich  | Andy Abraham                                                        | Even If M/T: Andy Abraham, Andy Watkins & Paul Wilson                                                                         | Englisch               | Selbst wenn                           | 014    | Andy Abraham              |

### Punktevergabe Finale
| Land | Abstimmungsergebnisse | Abstimmungsergebnisse | Abstimmungsergebnisse | Abstimmungsergebnisse | Abstimmungsergebnisse | Abstimmungsergebnisse | Abstimmungsergebnisse | Abstimmungsergebnisse | Abstimmungsergebnisse | Abstimmungsergebnisse | Abstimmungsergebnisse | Abstimmungsergebnisse | Abstimmungsergebnisse | Abstimmungsergebnisse | Abstimmungsergebnisse | Abstimmungsergebnisse | Abstimmungsergebnisse | Abstimmungsergebnisse | Abstimmungsergebnisse | Abstimmungsergebnisse | Abstimmungsergebnisse | Abstimmungsergebnisse | Abstimmungsergebnisse | Abstimmungsergebnisse | Abstimmungsergebnisse | Abstimmungsergebnisse | Abstimmungsergebnisse | Abstimmungsergebnisse | Abstimmungsergebnisse | Abstimmungsergebnisse | Abstimmungsergebnisse | Abstimmungsergebnisse | Abstimmungsergebnisse | Abstimmungsergebnisse | Abstimmungsergebnisse | Abstimmungsergebnisse | Abstimmungsergebnisse | Abstimmungsergebnisse | Abstimmungsergebnisse | Abstimmungsergebnisse | Abstimmungsergebnisse | Abstimmungsergebnisse | Abstimmungsergebnisse | Abstimmungsergebnisse | Abstimmungsergebnisse |
| Land | Punkte                | UK                    | MK                    | UA                    | DE                    | EE                    | BA                    | AL                    | BE                    | SM                    | LV                    | BG                    | RS                    | IL                    | CY                    | MD                    | IS                    | FR                    | RO                    | PT                    | NO                    | HU                    | AD                    | PL                    | SI                    | AM                    | CZ                    | ES                    | NL                    | TR                    | MT                    | IE                    | CH                    | AZ                    | GR                    | FI                    | HR                    | SE                    | BY                    | LT                    | RU                    | ME                    | GE                    | DK                    | Votings               |
| --- | --------------------- | --------------------- | --------------------- | --------------------- | --------------------- | --------------------- | --------------------- | --------------------- | --------------------- | --------------------- | --------------------- | --------------------- | --------------------- | --------------------- | --------------------- | --------------------- | --------------------- | --------------------- | --------------------- | --------------------- | --------------------- | --------------------- | --------------------- | --------------------- | --------------------- | --------------------- | --------------------- | --------------------- | --------------------- | --------------------- | --------------------- | --------------------- | --------------------- | --------------------- | --------------------- | --------------------- | --------------------- | --------------------- | --------------------- | --------------------- | --------------------- | --------------------- | --------------------- | --------------------- | --------------------- |
| Rumänien | 045                   | –                     | –                     | –                     | –                     | –                     | –                     | –                     | –                     | 1                     | –                     | –                     | –                     | 6                     | 3                     | 12                    | –                     | 4                     |                       | 4                     | –                     | –                     | –                     | –                     | –                     | –                     | –                     | 12                    | –                     | –                     | –                     | 3                     | –                     | –                     | –                     | –                     | –                     | –                     | –                     | –                     | –                     | –                     | –                     | –                     | 08                    |
| Vereinigtes Königreich | 014                   |                       | –                     | –                     | –                     | –                     | –                     | –                     | –                     | 6                     | –                     | –                     | –                     | –                     | –                     | –                     | –                     | –                     | –                     | –                     | –                     | –                     | –                     | –                     | –                     | –                     | –                     | –                     | –                     | –                     | –                     | 8                     | –                     | –                     | –                     | –                     | –                     | –                     | –                     | –                     | –                     | –                     | –                     | –                     | 02                    |
| Albanien | 055                   | –                     | 12                    | –                     | –                     | –                     | 1                     |                       | –                     | 3                     | –                     | –                     | –                     | –                     | –                     | –                     | –                     | –                     | –                     | –                     | –                     | –                     | –                     | –                     | 4                     | –                     | –                     | –                     | –                     | 1                     | –                     | –                     | 8                     | 1                     | 10                    | –                     | 8                     | –                     | –                     | –                     | –                     | 7                     | –                     | –                     | 10                    |
| Deutschland | 014                   | –                     | –                     | –                     |                       | –                     | –                     | –                     | –                     | –                     | –                     | 12                    | –                     | –                     | –                     | –                     | –                     | –                     | –                     | –                     | –                     | –                     | –                     | –                     | –                     | –                     | –                     | –                     | –                     | –                     | –                     | –                     | 2                     | –                     | –                     | –                     | –                     | –                     | –                     | –                     | –                     | –                     | –                     | –                     | 02                    |
| Armenien | 199                   | –                     | 1                     | 7                     | 6                     | –                     | 6                     | 2                     | 12                    | 8                     | –                     | 8                     | 5                     | 8                     | 10                    | 2                     | 1                     | 12                    | 4                     | –                     | –                     | –                     | –                     | 12                    | 5                     |                       | 12                    | 10                    | 12                    | 10                    | –                     | –                     | –                     | –                     | 12                    | –                     | –                     | 2                     | 7                     | –                     | 12                    | 1                     | 12                    | –                     | 27                    |
| Bosnien und Herzegowina | 110                   | –                     | 5                     | –                     | 5                     | –                     |                       | –                     | –                     | –                     | –                     | –                     | 12                    | –                     | –                     | –                     | –                     | 2                     | –                     | –                     | 10                    | –                     | –                     | –                     | 10                    | –                     | 1                     | –                     | 7                     | 6                     | –                     | 2                     | 7                     | 3                     | –                     | 6                     | 12                    | 10                    | –                     | –                     | –                     | 10                    | –                     | 2                     | 17                    |
| Israel | 124                   | –                     | –                     | 5                     | 3                     | –                     | 5                     | 4                     | 5                     | 10                    | –                     | 2                     | 7                     |                       | 2                     | 6                     | –                     | 6                     | 6                     | –                     | 3                     | 3                     | –                     | 5                     | 3                     | 6                     | –                     | –                     | 3                     | –                     | –                     | –                     | 1                     | 7                     | 1                     | 8                     | 2                     | –                     | 4                     | 3                     | 6                     | 5                     | 3                     | –                     | 28                    |
| Finnland | 035                   | –                     | –                     | –                     | –                     | 10                    | –                     | –                     | –                     | –                     | 1                     | –                     | –                     | –                     | –                     | –                     | 7                     | –                     | –                     | –                     | 4                     | –                     | 4                     | 2                     | –                     | –                     | –                     | –                     | –                     | –                     | –                     | –                     | –                     | –                     | –                     |                       | –                     | 7                     | –                     | –                     | –                     | –                     | –                     | –                     | 07                    |
| Kroatien | 044                   | –                     | 2                     | 1                     | 2                     | –                     | 10                    | –                     | –                     | –                     | 5                     | –                     | 3                     | –                     | –                     | –                     | –                     | –                     | 1                     | 3                     | –                     | –                     | –                     | –                     | 8                     | 2                     | –                     | –                     | –                     | –                     | –                     | –                     | 3                     | –                     | –                     | –                     |                       | –                     | –                     | –                     | 1                     | 2                     | 1                     | –                     | 14                    |
| Polen | 014                   | 4                     | –                     | –                     | –                     | –                     | –                     | –                     | –                     | –                     | –                     | –                     | –                     | –                     | –                     | –                     | –                     | –                     | –                     | –                     | –                     | –                     | –                     |                       | –                     | –                     | –                     | –                     | –                     | –                     | –                     | 10                    | –                     | –                     | –                     | –                     | –                     | –                     | –                     | –                     | –                     | –                     | –                     | –                     | 02                    |
| Island | 064                   | 6                     | –                     | –                     | –                     | –                     | –                     | –                     | –                     | –                     | 2                     | –                     | –                     | 4                     | –                     | –                     |                       | –                     | –                     | 7                     | 8                     | –                     | –                     | –                     | –                     | –                     | –                     | 4                     | –                     | –                     | 6                     | –                     | –                     | –                     | –                     | 7                     | –                     | 8                     | –                     | –                     | –                     | –                     | –                     | 12                    | 10                    |
| Türkei | 138                   | 8                     | 7                     | 4                     | 10                    | –                     | 8                     | 10                    | 10                    | 4                     | –                     | 5                     | –                     | –                     | –                     | –                     | –                     | 10                    | 8                     | –                     | 2                     | 5                     | –                     | –                     | –                     | –                     | –                     | –                     | 10                    |                       | –                     | –                     | 6                     | 12                    | –                     | 4                     | –                     | –                     | 3                     | –                     | 2                     | –                     | 6                     | 4                     | 21                    |
| Portugal | 069                   | –                     | –                     | 3                     | 4                     | –                     | –                     | –                     | 6                     | 5                     | –                     | –                     | 1                     | –                     | –                     | –                     | 6                     | 8                     | –                     |                       | –                     | –                     | 10                    | –                     | –                     | –                     | –                     | 8                     | 5                     | –                     | –                     | –                     | 10                    | –                     | –                     | –                     | 3                     | –                     | –                     | –                     | –                     | –                     | –                     | –                     | 12                    |
| Lettland | 083                   | 10                    | –                     | –                     | –                     | 7                     | –                     | –                     | –                     | –                     |                       | –                     | –                     | –                     | –                     | –                     | 4                     | –                     | –                     | 8                     | –                     | –                     | 2                     | –                     | –                     | –                     | 3                     | 2                     | –                     | –                     | 7                     | 12                    | –                     | –                     | –                     | –                     | 4                     | 3                     | –                     | 10                    | –                     | 3                     | 2                     | 6                     | 15                    |
| Schweden | 047                   | –                     | –                     | –                     | –                     | 2                     | –                     | 3                     | –                     | –                     | –                     | –                     | 2                     | 1                     | 1                     | –                     | 3                     | –                     | –                     | –                     | 7                     | 1                     | –                     | –                     | –                     | –                     | –                     | 1                     | –                     | –                     | 12                    | –                     | –                     | –                     | –                     | 5                     | –                     |                       | –                     | 1                     | –                     | –                     | –                     | 8                     | 13                    |
| Dänemark | 060                   | 3                     | –                     | –                     | –                     | 3                     | –                     | –                     | –                     | 2                     | 7                     | –                     | –                     | –                     | –                     | –                     | 12                    | –                     | –                     | 5                     | 12                    | 2                     | –                     | –                     | –                     | –                     | 2                     | –                     | –                     | –                     | 4                     | 1                     | –                     | –                     | –                     | –                     | –                     | 5                     | –                     | 2                     | –                     | –                     | –                     |                       | 13                    |
| Georgien | 083                   | –                     | –                     | 8                     | –                     | 5                     | –                     | –                     | –                     | –                     | 8                     | –                     | –                     | 2                     | 7                     | 3                     | –                     | –                     | –                     | 1                     | –                     | –                     | –                     | –                     | –                     | 10                    | 4                     | –                     | –                     | 4                     | 5                     | –                     | –                     | 4                     | 4                     | –                     | –                     | –                     | 6                     | 5                     | 7                     | –                     |                       | –                     | 16                    |
| Ukraine | 230                   | 5                     | 4                     |                       | –                     | 4                     | 3                     | 8                     | 1                     | –                     | 10                    | 7                     | 6                     | 10                    | 6                     | 7                     | 5                     | –                     | 3                     | 12                    | –                     | 6                     | 6                     | 10                    | 2                     | 5                     | 8                     | 7                     | –                     | 8                     | 10                    | 6                     | –                     | 10                    | 6                     | 3                     | 7                     | –                     | 10                    | 6                     | 8                     | 4                     | 10                    | 7                     | 35                    |
| Frankreich | 047                   | 2                     | –                     | –                     | –                     | 6                     | –                     | –                     | –                     | –                     | 3                     | –                     | –                     | –                     | –                     | –                     | 8                     |                       | –                     | –                     | 1                     | –                     | 3                     | 1                     | –                     | 4                     | –                     | –                     | –                     | –                     | –                     | –                     | –                     | –                     | –                     | 2                     | –                     | 4                     | –                     | 8                     | –                     | –                     | –                     | 5                     | 12                    |
| Aserbaidschan | 132                   | –                     | 8                     | 10                    | 1                     | –                     | –                     | –                     | 7                     | –                     | 4                     | 3                     | –                     | 3                     | –                     | 8                     | –                     | –                     | 2                     | –                     | –                     | 12                    | 7                     | 7                     | 1                     | –                     | 10                    | v                     | 2                     | 12                    | –                     | –                     | –                     |                       | 3                     | –                     | –                     | –                     | 8                     | 7                     | 10                    | –                     | 7                     | –                     | 21                    |
| Griechenland | 218                   | 12                    | 3                     | 2                     | 12                    | 1                     | 7                     | 12                    | 8                     | 12                    | –                     | 10                    | 8                     | 5                     | 12                    | 4                     | –                     | 3                     | 12                    | –                     | –                     | 8                     | 8                     | 3                     | 6                     | 8                     | 5                     | 3                     | 6                     | 7                     | 2                     | 4                     | 5                     | 6                     |                       | –                     | 5                     | 1                     | 2                     | –                     | 3                     | 6                     | 4                     | 3                     | 36                    |
| Spanien | 055                   | 1                     | –                     | –                     | –                     | –                     | –                     | 1                     | 4                     | –                     | –                     | –                     | –                     | –                     | 4                     | –                     | –                     | 5                     | –                     | 10                    | –                     | –                     | 12                    | –                     | –                     | 1                     | –                     |                       | –                     | 3                     | –                     | –                     | 4                     | –                     | 8                     | 1                     | –                     | –                     | –                     | –                     | –                     | –                     | –                     | 1                     | 13                    |
| Serbien | 160                   | –                     | 10                    | –                     | 8                     | –                     | 12                    | 5                     | –                     | –                     | –                     | 4                     |                       | –                     | 5                     | 1                     | 2                     | 7                     | 7                     | –                     | 6                     | 7                     | –                     | 4                     | 12                    | 3                     | 6                     | –                     | 8                     | –                     | 1                     | –                     | 12                    | 2                     | 5                     | –                     | 10                    | 6                     | 1                     | –                     | 4                     | 12                    | –                     | –                     | 26                    |
| Russland | 272                   | –                     | 6                     | 12                    | 7                     | 12                    | 4                     | 6                     | 3                     | –                     | 12                    | 6                     | 10                    | 12                    | 8                     | 10                    | –                     | 1                     | 10                    | 6                     | 5                     | 10                    | 5                     | 6                     | 7                     | 12                    | 7                     | 5                     | 1                     | 5                     | 8                     | 5                     | –                     | 8                     | 7                     | 10                    | 6                     | –                     | 12                    | 12                    |                       | 8                     | 8                     | –                     | 36                    |
| Norwegen | 182                   | 7                     | –                     | 6                     | –                     | 8                     | 2                     | 7                     | 2                     | 7                     | 6                     | 1                     | 4                     | 7                     | –                     | 5                     | 10                    | –                     | 5                     | 2                     |                       | 4                     | 1                     | 8                     | –                     | 7                     | v                     | 6                     | 4                     | 2                     | 3                     | 7                     | –                     | 5                     | 2                     | 12                    | 1                     | 12                    | 5                     | 4                     | 5                     | –                     | 5                     | 10                    | 34                    |
| Die Tabelle ist senkrecht nach der Auftrittsreihenfolge im Finale geordnet, waagerecht nach der chronologischen Punkteverlesung. |                       |                       |                       |                       |                       |                       |                       |                       |                       |                       |                       |                       |                       |                       |                       |                       |                       |                       |                       |                       |                       |                       |                       |                       |                       |                       |                       |                       |                       |                       |                       |                       |                       |                       |                       |                       |                       |                       |                       |                       |                       |                       |                       |                       |                       |

In der Tabelle sind die niedrigsten (Hintergrund rot) und höchsten (Hintergrund grün) Gesamtwerte gekennzeichnet.
- Die wenigsten Gesamt-Votings:  Deutschland,  Polen und  Vereinigtes Königreich – 2
- Die wenigsten Gesamt-Punkte:  Deutschland,  Polen und  Vereinigtes Königreich – 14
- Die meisten Gesamt-Votings:  Griechenland und  Russland – 36
- Die meisten Gesamt-Punkte:  Russland – 272

Karte der Punktevergabe für den Siegertitel aus Russland nach Ländern

### Statistik der Zwölf-Punkte-Vergabe (Finale)
| Anzahl | Land                    | erhalten von                                                                                     |
| ------ | ----------------------- | ------------------------------------------------------------------------------------------------ |
| 8      | Armenien                | Belgien, Frankreich, Georgien, Griechenland, Niederlande, Polen, Russland, Tschechische Republik |
| 7      | Russland                | Armenien, Belarus, Estland, Israel, Lettland, Litauen, Ukraine                                   |
| 6      | Griechenland            | Albanien, Deutschland, Rumänien, San Marino, Vereinigtes Königreich, Zypern                      |
| 4      | Serbien                 | Bosnien und Herzegowina, Montenegro, Schweiz, Slowenien                                          |
| 2      | Aserbaidschan           | Ungarn, Türkei                                                                                   |
| 2      | Bosnien und Herzegowina | Kroatien, Serbien                                                                                |
| 2      | Dänemark                | Island, Norwegen                                                                                 |
| 2      | Norwegen                | Finnland, Schweden                                                                               |
| 2      | Rumänien                | Moldau, Spanien                                                                                  |
| 1      | Albanien                | Mazedonien                                                                                       |
| 1      | Deutschland             | Bulgarien                                                                                        |
| 1      | Island                  | Dänemark                                                                                         |
| 1      | Lettland                | Irland                                                                                           |
| 1      | Schweden                | Malta                                                                                            |
| 1      | Spanien                 | Andorra                                                                                          |
| 1      | Türkei                  | Aserbaidschan                                                                                    |
| 1      | Ukraine                 | Portugal                                                                                         |

### Punktesprecher
| Nr. | Land                    | Punktesprecher              | Anmerkungen                                                        |
| --- | ----------------------- | --------------------------- | ------------------------------------------------------------------ |
| 01  | Vereinigtes Königreich  | Carrie Grant                | Teilnehmerin 1983                                                  |
| 02  | Mazedonien              | Ognen Janeski               | –                                                                  |
| 03  | Ukraine                 | Marysya Horobets            | –                                                                  |
| 04  | Deutschland             | Thomas Hermanns             | Punktesprecher 2005 bis 2007, Moderator Wer singt für Deutschland? |
| 05  | Estland                 | Sahlene                     | Teilnehmerin 2002                                                  |
| 06  | Bosnien und Herzegowina | Melina Garibović            | –                                                                  |
| 07  | Albanien                | Leon Menkshi                | Punktesprecher 2006 und 2007                                       |
| 08  | Belgien                 | Sandrine Van Handenhoven    | Teilnehmerin Eurosong 2008                                         |
| 09  | San Marino              | Roberto Moretti             | –                                                                  |
| 10  | Lettland                | Kristīne Virsnīte           | –                                                                  |
| 11  | Bulgarien               | Valentina Voykova           | –                                                                  |
| 12  | Serbien                 | Dušica Spasić               | –                                                                  |
| 13  | Israel                  | Noa Barak-Weshler           | –                                                                  |
| 14  | Zypern                  | Hristina Marouhou           | –                                                                  |
| 15  | Moldau                  | Vitalie Rotaru              | –                                                                  |
| 16  | Island                  | Brynja Thorgeirsdottir      | –                                                                  |
| 17  | Frankreich              | Cyril Hanouna               | –                                                                  |
| 18  | Rumänien                | Alina Sorescu               | –                                                                  |
| 19  | Portugal                | Sabrina                     | Teilnehmerin 2007                                                  |
| 20  | Norwegen                | Stian Barsnes-Simonsen      | –                                                                  |
| 21  | Ungarn                  | Éva Novodomszky             | Punktesprecherin 2007                                              |
| 22  | Andorra                 | Alfred Llahí                | –                                                                  |
| 23  | Polen                   | Radosław Brzózka            | –                                                                  |
| 24  | Slowenien               | Peter Poles                 | Punktesprecher 2003 und 2004, 2006 und 2007                        |
| 25  | Armenien                | Hrachuhi Utmazyan           | –                                                                  |
| 26  | Tschechien              | Petra Šubrtová              | –                                                                  |
| 27  | Spanien                 | Ainhoa Arbizu               | Punktesprecherin 2005 und 2007                                     |
| 28  | Niederlande             | Esther Hart                 | Teilnehmerin 2003, Punktesprecherin 2004                           |
| 29  | Türkei                  | Meltem Ersan Yazgan         | Punktesprecherin 2001 bis 2007                                     |
| 30  | Malta                   | Moira Delia                 | Punktesprecherin 2006                                              |
| 31  | Irland                  | Niamh Kavanagh              | Siegerin 1993, Teilnehmerin 2010                                   |
| 32  | Schweiz                 | Cécile Bähler               | Punktesprecherin 2005                                              |
| 33  | Aserbaidschan           | Leyla Əliyeva               | Moderatorin 2012                                                   |
| 34  | Griechenland            | Alexis Kostalas             | Punktesprecher 1998 und 2001 bis 2007                              |
| 35  | Finnland                | Mikko Leppilampi            | Moderator 2007                                                     |
| 36  | Kroatien                | Barbara Kolar               | Punktesprecherin 2004, 2005 und 2007                               |
| 37  | Schweden                | Björn Gustafsson            | –                                                                  |
| 38  | Belarus                 | Wolha Barabanschtschykawa   | –                                                                  |
| 39  | Litauen                 | Rolandas Vilkončius         | Punktesprecher 2004 und 2005                                       |
| 40  | Russland                | Oxana Gennadjewna Fjodorowa | –                                                                  |
| 41  | Montenegro              | Nina Radulović              | Punktesprecherin 2005                                              |
| 42  | Georgien                | Tika Patsatsia              | –                                                                  |
| 43  | Dänemark                | Maria Montell               | –                                                                  |

### Marcel-Bezençon-Preis
In diesem Jahr gab es einen zusätzlichen Preis für den besten Newcomer. Dieser Preis konnte von Fans auf der schwedischen Webseite Poplight.se gewählt werden. Die Preisträger des Marcel-Bezençon-Preises waren:
- Presse-Preis für den besten Song –  Portugal – Senhora do mar (Negras águas) – Vânia Fernandes
- Künstler-Preis für den besten Interpreten –  Ukraine – Ani Lorak – Shady Lady
- Komponisten-Preis für die beste Komposition/Text –  Rumänien – Andrei Tudor (m), Andreea Andrei (t) und Adina Şuteu (t) – Pe-o margine de lume – Nico & Vlad
- Poplight-Fan-Award für den besten Newcomer unter 25 Jahren –  Armenien – Sirusho – Qele, qele (Քելե քելե)